# 朱莉婭·唐納森
朱莉婭·唐納森，CBE（英語：Julia Donaldson，1948年9月16日—），英國兒童圖書作家，其版稅收入比《哈利波特》作者J·K·羅琳還要多，是2014年第一季英國最暢銷作家。

## 生平
唐納森本姓希爾茲（Shields），1948年出生於倫敦漢普斯特德，家中除了父母和妹妹瑪莉之外，還有一隻叫做杰弗裡的貓。1967-1970年於布里斯托大學修讀戲劇和法文，期間認識了現任丈夫，他們課餘在酒吧獻唱賺取外快，後來唐納森更加開始自己作曲。二人於1972年9月結婚，婚禮以戲劇形式進行，兩位新人、伴郎、伴娘，甚至接待員都有各自的戲份，是一個非常古怪且新穎的儀式。
1995年，唐納森碰巧讀到狐假虎威的中國成語故事，激發起她將之改編為兒童文學的想法，《古飛樂》一書應運而生。故事講述一隻老鼠在叢林中遇見狐狸、貓頭鷹和蛇，每隻動物都想吃了老鼠。老鼠杜撰出妖怪古飛樂，並聲稱與牠相約，眾動物因為害怕古飛樂，紛紛放老鼠一馬。到最後，老鼠方驚覺古飛樂真的存在。牠告訴古飛樂自己是全森林最凶猛的動物，牠們於是尋回狐狸、貓頭鷹和蛇，每隻動物見到老鼠都驚慌不已，古飛樂深信老鼠的凶猛，並且落荒而逃。
這書為唐納森帶來多個獎項，全球翻譯成40多個版本，總銷量超過1千萬本。
2001年，她獲頒發大英帝國員佐勳章（MBE），以表揚她在文學界作出的貢獻。2019年元旦授勳名單，她再獲大英帝國司令勳章（CBE）。